# استثمار داخلي
الاستثمار الداخلي هو ضخ أموال من مصدر خارجي في منطقة ما، من أجل شراء سلع رأسمالية لفرع شركة ما لتحديد وجوده في المنطقة أو تطويره.

## نبذة
تستثمر المصادر الأجنبية، مثل الشركات أو الشركات متعددة الجنسيات الأموال عن طريق إدخال مواقع صناعية جديدة إلى منطقة ما، من أجل إنتاج المزيد من منتجاتها، أحيانًا استجابة للتغيرات التي لوحظت في هذا المجال، مثل تزايد عدد السكان أو تعزيز شبكة النقل. الاستثمار الداخلي يخلق وظائف في منطقة ما ويجلب الثروة إلى الاقتصاد.
بعض الأماكن تجذب الاستثمار الداخلي نظرًا لبعدها النسبي، على سبيل المثال قد تنتقل الشركة التي ترغب في تعيين موظفين ذوي مهارات مشتركة نسبيًا عن عمد إلى منطقة تكون فيها معدلات الأجور منخفضة نسبيًا، وهو عامل يمكن أن ينشأ بسبب عدم وجود وظائف مماثلة أو العمالة الناقصة المحلية. قد يسعى بعض المستثمرين الدوليين إلى الاستفادة من التنظيم المتساهل نسبيًا من خلال الاستثمار في الخارج.
يتم اتهام بعض وكالات التنمية الاقتصادية أو الحكومات أو السلطات المحلية أحيانًا بالتركيز على جذب الاستثمار الداخلي إلى الحد الذي يجعلها تتجاهل رعاية الشركات الصغيرة المحلية أو رواد الأعمال بأفكار مثيرة. كما هو الحال مع الكثير من جهود التسويق، غالبًا ما يكون التوازن مطلوبًا لتحقيق أقصى قدر من التقدم الاقتصادي المناسب اجتماعيًا وبيئيًا.
جانب آخر من الاستثمار الداخلي هو نشاط الاستثمار المالي الداخلي، والذي يركز بدلاً من التركيز على جذب عمليات «فرعية» للشركات الخارجية، على تشجيع استثمار رأس المال الاستثماري العالمي وصناديق التحوط في الشركات في بلد أو منطقة.